# Anikó Gyöngyössy
Anikó Gyöngyössy (ur. 21 maja 1990 w Budapeszcie) – węgierska piłkarka wodna grająca na pozycji środkowego obrońcy, reprezentantka Węgier. Brązowa medalistka igrzysk olimpijskich w Tokio w 2021 i mistrzostw Europy.
Do 2013 grała na pozycji bramkarza.

## Udział w zawodach międzynarodowych
Od 2009 reprezentuje Węgry na zawodach międzynarodowych. Z reprezentacją uzyskała następujące wyniki:
| Rok  | Impreza                                | Miejsce   | Pozycja    |      |                                    |      |            |
| ---- | -------------------------------------- | --------- | ---------- | ---- | ---------------------------------- | ---- | ---------- |
| Rok  | Impreza                                | Miejsce   | Pozycja    | 2009 | Mistrzostwa Świata w Pływaniu 2009 | Rzym | 7. miejsce |
| 2018 | Mistrzostwa Europy w Piłce Wodnej 2018 | Barcelona | 4. miejsce |      |                                    |      |            |
| 2019 | Mistrzostwa Świata w Pływaniu 2019     | Gwangju   | 4. miejsce |      |                                    |      |            |
| 2020 | Mistrzostwa Europy w Piłce Wodnej 2020 | Budapeszt | 3. miejsce |      |                                    |      |            |
| 2021 | Letnie Igrzyska Olimpijskie 2020       | Tokio     | 3. miejsce |      |                                    |      |            |